# Station Briton Ferry
Briton Ferry is een spoorwegstation van National Rail in Neath Port Talbot in Wales. Het station is eigendom van Network Rail en wordt beheerd door Transport for Wales. 